# Tachina intracta
Tachina intracta är en tvåvingeart som beskrevs av Walker 1853. Tachina intracta ingår i släktet Tachina och familjen parasitflugor. Inga underarter finns listade i Catalogue of Life.